# Бартоломей Уберович
Бартоломей Уберович (пол. Bartłomiej Uberowicz) — львівський міський писар (1599-1615), синдик (1603-1604) лавник (1606-1619) та райця (1619-1632). Війт Львова (1620-1622, 1625-1627, 1630) і бургомістр (1619).

## Конфлікт з Самійлом Немиричем
Шляхтич Самійло Немирич (родич Юрія Немирича, козацького полковника часів Хмельниччини) походив з київської православної шляхти. В 1610 році замешкав у Львові, де зажив слави гульвіси та пияка, і зрештою в 1619 році зґвалтував якусь дівчину, що продавала пляцки на Ринку. Бургомістр Львова Уберович наказав арештувати Немирича, і мішаний міський суд (лат. iudicium compositum) засудив Немирича до страти, яку клопотаннями шляхти замінили на ув'язнення. Немирич, проте, прагнув помститися Уберовичу; після звільнення з в'язниці викрав бургомістра. Міський райця Ян Юлій Лоренцович попросив допомоги у брацлавського воєводи князя Олександра Заславського. Той надав роту жовнірів, які проходили через Львів, Я. Ю. Лоренцович на їх чолі кинувся в погоню за С. Немиричем, догнав за 3 милі після Заслава, кинувся в погоню за Немиричем і відбив Уберовича. На честь героя Лоренцовича було вирішено назвати лева, що стояв при вході до Ратуші (Лев Лоренцовича).